# Stylodipus
Stylodipus é um gênero de roedores da família Dipodidae.

## Espécies
- Stylodipus andrewsi G. M. Allen, 1925
- Stylodipus sungorus Sokolov & Shenbrot, 1987
- Stylodipus telum (Lichtenstein, 1823)